# Insula Binicodrell
Insula Binicodrell  este o mică insulă situată în fața plajei Binigaus, în zona municipiului Es Migjorn, din Insula Menorca. Exista pe insulă o șopârlă endemică Podarcis lilfordi codrellensis.